# Igreja do Convento de São Paulo
A Igreja do Convento de São Paulo, que integra o conjunto designado por Convento de São Paulo ou Seminário Patriarcal de São Paulo, situa-se na freguesia de Almada, no Município de Almada.
Foi erigida conjuntamente com o convento da Ordem de São Domingos na segunda metade do século XVI, em 1569. 
A igreja possui uma única nave e está parcialmente decorada com azulejos azuis e brancos do século XVIII com cenas religiosas.
Os altares apresentam retábulos de talha barroca do século XVIII. Na ante-sacristia pode-se ver uma tela igualmente do século XVIII, Os Esponsais da Virgem. A sacristia é um dos mais interessantes lugares do edifício: no seu altar existe um frontal de influência oriental.
Nele está o túmulo armoriado de Dom Álvaro de Abranches da Câmara, um dos Quarenta Conjurados.